# La Chapelle-sur-Oudon
La Chapelle-sur-Oudon korábbi község Franciaország Loire mente régiójában, Maine-et-Loire megyében. 2016. december 15-én tizennégy másik korábbi községgel egyesült és Segré-en-Anjou Bleu új község része lett.
Lakosainak száma 608 fő (2018. január 1.). La Chapelle-sur-Oudon Andigné, Gené, Le Lion-d’Angers, Louvaines, Marans, Sainte-Gemmes-d’Andigné és Segré községekkel határos.

## Népesség
A település népességének változása:
| Lakosok száma | 503  | 529  | 532  | 529  | 483  | 575  | 551  | 572  | 609  | 608  |
|               | 1968 | 1975 | 1982 | 1990 | 1999 | 2011 | 2013 | 2015 | 2017 | 2018 |